# Euxoa caerulea
Euxoa caerulea là một loài bướm đêm trong họ Noctuidae.